# Stanisław Cieński (poseł)
Stanisław Spytek Jan Kanty z Cieni Cieński (ur. 1 maja 1849 w Oknie, zm. 29 listopada 1920 we Lwowie) – polski ziemianin, działacz społeczny w okresie zaboru austriackiego w ramach autonomii galicyjskiej, poseł do Rady Państwa VII kadencji z I kurii okręgu wyborczego Stanisławów–Bohorodczany–Tłumacz–Buczacz (m.in. w 1889).

## Życiorys
Syn Ludomira (1822–1917) i Magdaleny Jordan. Miał braci Kazimierza (1850–1917), Leszka (1851–1913), Tadeusza Cieńskich (1856—1925), Józefa Emmanuela oraz Adolfa (1853–1960) oraz trzy siostry. 
Ukończył szkoły średnie w Stanisławowie, potem – studia prawnicze na Uniwersytecie Lwowskim. Przez pewien czas Stanisław Cieński pracował jako komisarz rządowy w powiecie buczackim. Później został mianowany starostą powiatowym, jednak dobrowolnie zrezygnował z tego urzędu by zająć się administracją swych majątków.
Na początku 1903 nowo wybrany prezes Rady powiatowej w Stanisławowie Stanisław Cieński po złożeniu przyrzeczenia w ręce c. k. Namiestnictwa objął urzędowanie. Od 1906 roku prezes rady powiatowej w Stanisławowie oraz właściciel dóbr ziemskich w Wodnikach. W 1905 roku wraz z hr. Władysławem Dzieduszyckim, synem Wojciecha był możliwym polskim kandydatem podczas wyborów do austriackiej Rada Państwa (Reichsratu) z kurii powszechnej (V) w okręgu wyborczym Nr 13 Stanisławów–Buczacz–Rohatyn–Tłumacz–Podhajce po rezygnacji posła doktora Jana Walewskiego, członka Izby deputowanych austriackiej Rada Państwa (Reichsratu).
W 1878 zaślubił Marię Cywińską. Miał syna Romana, porucznika 14 pułku dragonów, który zginął podczas pierwszej wojny światowej, córkę Nelly (zm. 10 stycznia 1908 w Cannes w 21 roku życia). Olgę (1883–1940, żona ppłk. Edward Strawińskiego).